# Château des Landérieux
Le château des Landérieux est un édifice situé à Augan en France.

## Localisation
Le château est situé sur le territoire de la commune déléguée d'Augan, au lieu-dit les Landerieux, dans le département du Morbihan en région Bretagne.

## Description
Le château date du XXe siècle, édifice de plan régulier à un étage carré et un étage de comble, élévation à travées, construit en pierre de taille de granite. Toiture à longs pans recouverte d'ardoises, croupe.

## Historique
L'édifice aurait été construit en 1910 pour remplacer le château du Bois-du-Loup exproprié lors de l'installation du camp militaire de Coëtquidan (information orale).
Le château est inscrit à l'inventaire général du patrimoine culturel.